# Kirtland (Nowy Meksyk)
Kirtland – jednostka osadnicza w Stanach Zjednoczonych, w stanie Nowy Meksyk, w hrabstwie San Juan.